# Andrew Bertie
Andrew Willoughby Ninian Bertie (15. května 1929, Londýn – 7. února 2008, Řím) byl italský profesní rytíř Řádu maltézských rytířů, který byl v letech 1988–2008 78. velmistrem Řádu. V roce 2015 byl zahájena diecézní fáze procesu jeho beatifikace.